# Porto Rico ai Giochi della XXXI Olimpiade
Porto Rico ha partecipato ai Giochi della XXXI Olimpiade, che si sono svolti a Rio de Janeiro, Brasile, dal 5 al 21 agosto 2016, con una delegazione di 40 atleti impegnati in 15 discipline. Portabandiera alla cerimonia di apertura è stata la lottatrice Jaime Espinal, alla sua seconda Olimpiade.
Si è trattato della 18ª partecipazione degli atleti portoricani ai giochi olimpici estivi. In questa edizione Porto Rico ha vinto la sua prima medaglia d'oro olimpica.

## Medagliere

### Per disciplina
| Sport  | Oro | Argento | Bronzo | Totale |
| ------ | --- | ------- | ------ | ------ |
| Tennis | 1   | 0       | 0      | 1      |
| Totale | 2   | 0       | 0      | 2      |

### Medaglie
| Medaglia | Nome        | Sport  | Evento              |
| -------- | ----------- | ------ | ------------------- |
| Oro      | Mónica Puig | Tennis | Singolare femminile |